# Pru District
Der Pru District ist ein Distrikt in Ghana. Er ist im Zentrum Ghanas in der Bono East Region gelegen und grenzt an die Distrikte Kintampo North, Kintampo South, Atebubu-Amantin, Sene und Nkoranza in der Bono East Region sowie an den Distrikt East Gonja in der Savannah Region.
Der Pru District wurde erst per Präsidialdekret vom 12. November 2003 im Jahr 2004 durch Aufteilung des ehemaligen Distriktes Atebubu gegründet. Neben Pru wurde auch der Distrikt Atebubu-Amantin neu gegründet.

## Wahlkreise
Im Distrikt Pru ist ein gleichnamiger Wahlkreis eingerichtet worden. Hier errang Masoud Baba Abdul-Rahman für die Partei National Democratic Congress (NDC) bei den Parlamentswahlen 2004 den Sitz im ghanaischen Parlament. 

## Wichtige Ortschaften
| - Yeji - Prang - Akokoa - Nyomoase - Parembo-Sawaba - Dama-Nkwanta | - Komfourkrom - Abease - Zabrama - Kamampa - Cherembo |